# Vingtaine (Mésoamérique)
Pour l’article homonyme, voir Vingtaine (Jersey).
Une vingtaine (en espagnol veintena ; en nahuatl cempōhualilhuitl, « vingt jours ») est une période de vingt jours du calendrier mésoaméricain, parfois appelée « mois » bien qu'elle se démarque clairement du mois lunaire de 29 ou 30 jours. 
C'est l'une des unités du compte annuel du calendrier aztèque, le xiuhpohualli des Nahuas, et du calendrier haab des Mayas. La vingtaine est également utilisée par d'autres peuples mésoaméricains tels que les Zapotèques et les Mixtèques.
Pour les Nahuas, la vingtaine est l'unité fondamentale : « toute la vie sociale était en fait rythmée non seulement par des cycles de vingt jours mais aussi et surtout par des multiples et sous-multiples de cette unité. »

## Vingtaines aztèques
Chacune des 18 vingtaines aztèques est désignée par un nom propre en nahuatl et est associée à une cérémonie particulière. La première vingtaine s'appelle Atl caualo et correspond à la cérémonies de l'arrêt de l'eau, le deuxième est Tlacaxipehualiztli et correspond à la cérémonie de l'écorchement des hommes, etc. jusqu'à Izcalli qui correspond à la cérémonie de la croissance.
Les 18 vingtaines sont suivies d'une période finale de 5 jours appelés nemontemi (en) ou « jours sans nom », ce qui porte l'année solaire à 365 jours.
| Les 52 années solaires en 4 séries de 13 Distribution des 4 signes « Porteurs d'années » dans le Xiuhtlapohualli (« compte des années ») | Les 52 années solaires en 4 séries de 13 Distribution des 4 signes « Porteurs d'années » dans le Xiuhtlapohualli (« compte des années ») | Les 52 années solaires en 4 séries de 13 Distribution des 4 signes « Porteurs d'années » dans le Xiuhtlapohualli (« compte des années ») | Les 52 années solaires en 4 séries de 13 Distribution des 4 signes « Porteurs d'années » dans le Xiuhtlapohualli (« compte des années ») | Les 52 années solaires en 4 séries de 13 Distribution des 4 signes « Porteurs d'années » dans le Xiuhtlapohualli (« compte des années ») | Les 52 années solaires en 4 séries de 13 Distribution des 4 signes « Porteurs d'années » dans le Xiuhtlapohualli (« compte des années ») | Les 52 années solaires en 4 séries de 13 Distribution des 4 signes « Porteurs d'années » dans le Xiuhtlapohualli (« compte des années ») | Les 52 années solaires en 4 séries de 13 Distribution des 4 signes « Porteurs d'années » dans le Xiuhtlapohualli (« compte des années ») | Les 52 années solaires en 4 séries de 13 Distribution des 4 signes « Porteurs d'années » dans le Xiuhtlapohualli (« compte des années ») | Les 52 années solaires en 4 séries de 13 Distribution des 4 signes « Porteurs d'années » dans le Xiuhtlapohualli (« compte des années ») | Les 52 années solaires en 4 séries de 13 Distribution des 4 signes « Porteurs d'années » dans le Xiuhtlapohualli (« compte des années ») | Les 52 années solaires en 4 séries de 13 Distribution des 4 signes « Porteurs d'années » dans le Xiuhtlapohualli (« compte des années ») | Les 52 années solaires en 4 séries de 13 Distribution des 4 signes « Porteurs d'années » dans le Xiuhtlapohualli (« compte des années ») | Les 52 années solaires en 4 séries de 13 Distribution des 4 signes « Porteurs d'années » dans le Xiuhtlapohualli (« compte des années ») | Les 52 années solaires en 4 séries de 13 Distribution des 4 signes « Porteurs d'années » dans le Xiuhtlapohualli (« compte des années ») | Les 52 années solaires en 4 séries de 13 Distribution des 4 signes « Porteurs d'années » dans le Xiuhtlapohualli (« compte des années ») |
| Série | Nom du signe | Direction | 1 | 2 | 3 | 4 | 5 | 6 | 7 | 8 | 9 | 10 | 11 | 12 | 13 |
| --- | --- | --- | --- | --- | --- | --- | --- | --- | --- | --- | --- | --- | --- | --- | --- |
| 1 | Roseau → | Est-rouge → | 1 | 5 | 9 | 13 | 17 | 21 | 25 | 29 | 33 | 37 | 41 | 45 | 49 |
| 2 | Silex → | Nord-noir → | 2 | 6 | 10 | 14 | 18 | 22 | 26 | 30 | 34 | 38 | 42 | 46 | 50 |
| 3 | Maison → | Ouest-blanc → | 3 | 7 | 11 | 15 | 19 | 23 | 27 | 31 | 35 | 39 | 43 | 47 | 51 |
| 4 | Lapin → | Sud-bleu → | 4 | 8 | 12 | 16 | 20 | 24 | 28 | 32 | 36 | 40 | 44 | 48 | 52 |